# Zdzisław Dydyński
Zdzisław Dydyński (ur. 1907) – polski „Sprawiedliwy wśród Narodów Świata”.

## Życiorys

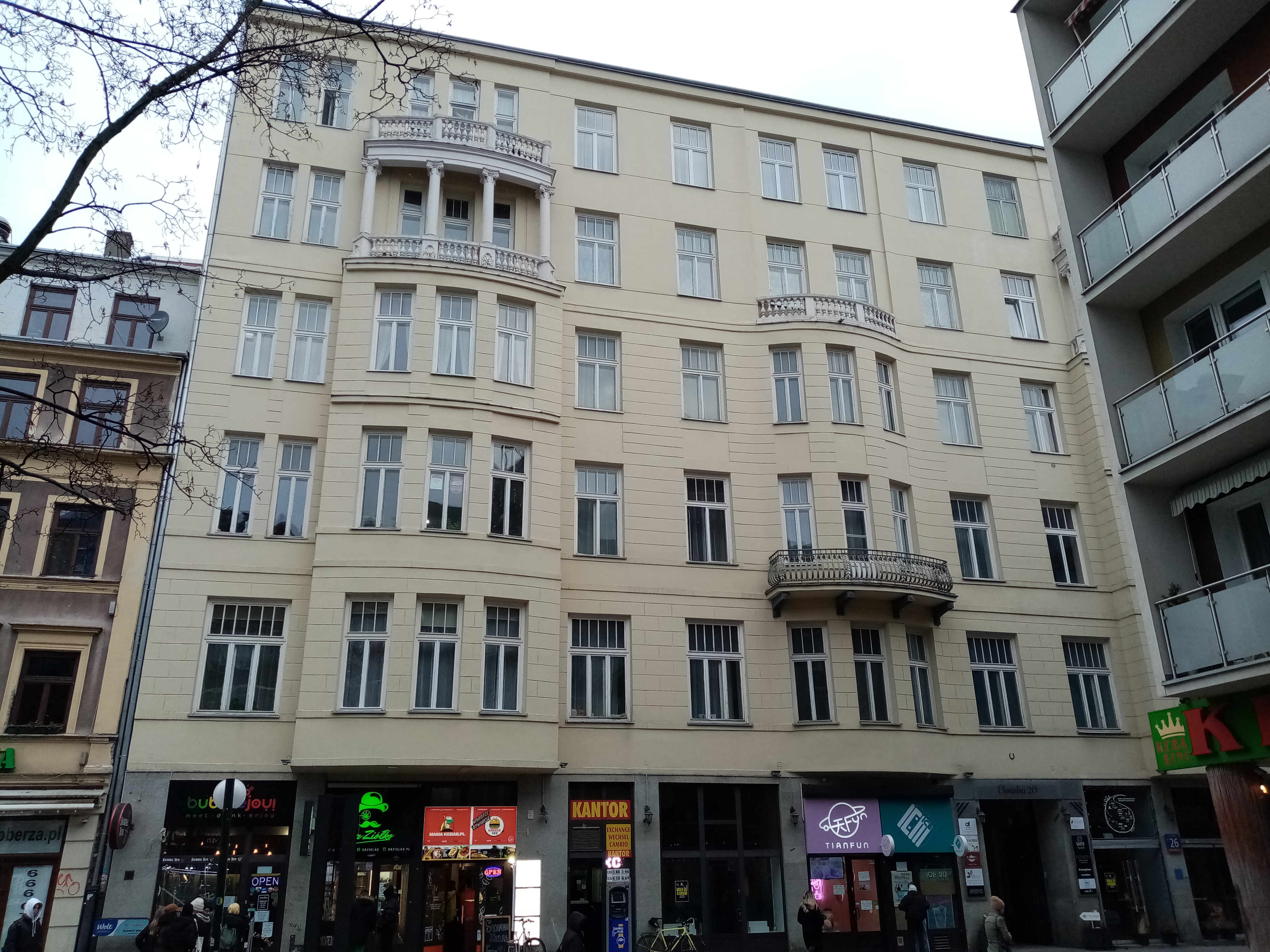
Kamienica przy ul. Chmielnej 26 w Warszawie.

W trakcie II wojny światowej zaangażował się w pomoc Żydom. Mieszkał wówczas w Warszawie przy ul. Chmielnej 26/15. We wrześniu 1942 r. przygarnął pod swój dach Karolinę Friedman (Milgram Róża), która wraz z córką Esterą uciekła z Łodzi i tułała się po okupowanym kraju szukając schronienia. W opiece nad Żydami wsparła go jego krewna, Ida Ferska. Nie była ona jedyną, której Dydyński pomógł, gdyż ten załatwiał fałszywe dokumenty dla wielu Żydów. Podobnie było w przypadku Karoliny i Estery (która od tej chwili nazywała się Maria). Niestety, pewnego dnia za sprawą denuncjacji, do mieszkania wkroczyli Niemcy (Gestapo) szukający Żydów. Ostatecznie, Zdzisławowi, który miał rodzinę w Niemczech, udało się przekonać Niemców, że jego współlokatorzy nie są Żydami. W późniejszym czasie kryjówka ta nie była już bezpieczna, toteż Żydzi (w tym Karolina z Esterą), za sprawą wsparcia Zdzisława udali się do innego z jego mieszkań, przy ul. Mińskiej 24. Od lipca 1944 r. ukrywał ich z kolei we wsi Zakręt, a potem w Nowej Miłosnej. 
Zdzisław Dydyński pomógł również Żydówce Sabinie Friedman-Finkielstein. Przyjął ją do swojego mieszkania przy ul. Chmielnej.
25 grudnia 1980 r. Instytut Jad Waszem uhonorował Zdzisława Dydyńskiego medalem „Sprawiedliwy wśród Narodów Świata”.